# Самгородський кар'єр
 Самгородський кар'єр — геологічна пам'ятка природи місцевого значення у Черкаському районі Черкаської області.

## Опис
Пам'ятка природи площею 4,0 га розташовано біля с. Самгородок. Під охороною мальовничий скелястий берег, що перетинається р. Лебединкою, у минулому гранітний кар'єр.
Як об'єкт природно-заповідного фонду створено рішенням Черкаська обласна рада від 08.04.2000 р. № 15-4. Землекористувач або землевласник, у віданні якого перебуває заповідний об'єкт — Ротмістрівська сільська громада.